# 玛舒山
玛舒(Mashu)山是美索不达米亚神话吉尔伽美什史诗中所叙述的一座雄伟的雪松山，英雄之王吉尔伽美什在离开幅员近万里格(“league”，长度单位，1里格=3英里)的雪松森林后，穿过该山中的一条隧道来到“迪尔蒙“(Dilmun)。 由于没有发现确凿的证据，该座山在现实世界中所处的位置一直是一个炒作的话题。杰夫瑞·H·蒂盖表明，在苏美尔语版神话中，通过它与太阳神乌图的关系，隐指雪松山位于东方，而在阿卡德语版神话中，吉尔伽美什的目的地“明确座落于西北方，或靠近黎巴嫩”。
有一种理论认为，比较符合玛舒山的唯一地方是叫“雪松地”的覆盖黎巴嫩和叙利亚西部的大森林，其推论是“玛舒山”涵盖整个利巴嫩山和前黎巴嫩山的区域，二山间的狭谷构成了一条通道。“玛舒”一词来自巴比伦语“孪生”，本身也可译作“两座山”。在闪米特人神话中，“孪生”也常常被看作是两座山，一座在世界的最东边(低扎格罗斯山)，另一座在世界的西尽头(托罗斯山脉)，其中一座似乎位于伊朗地区。“玛舒”，今天在伊朗是指厄尔布尔士山脉中的一座村庄。麦酒夫人西杜里，住在“死亡之水”岸边，吉尔伽美什要抵达遥远的烏特納匹什提姆之处必须穿越的水域。